# Rembercourt-Sommaisne
Rembercourt-Sommaisne ist eine französische Gemeinde mit 311 Einwohnern (Stand: 1. Januar 2022) im Département Meuse in der Region Grand Est (bis 2015 Lothringen). Sie gehört zum Arrondissement Bar-le-Duc und zum Kanton Revigny-sur-Ornain.

## Geographie
Rembercourt-Sommaisne liegt etwa 32 Kilometer südsüdwestlich von Verdun. Nahe dem Ortsteil Sommaisne entspringt die Aisne. Umgeben wird Rembercourt-Sommaisne von den Nachbargemeinden Pretz-en-Argonne im Nordwesten und Norden, Beausite im Norden und Nordosten, Courcelles-sur-Aire im Nordosten und Osten, Érize-la-Petite im Osten, Les Hauts-de-Chée im Südosten und Süden, Lisle-en-Barrois im Westen sowie Vaubecourt im Westen und Nordwesten.

## Geschichte
1973 wurden Rembercourt-aux-Pots und Sommaisne zur Gemeinde Rembercourt-Sommaisne zusammengeschlossen.

## Bevölkerungsentwicklung
| Jahr                       | 1962 | 1968 | 1975 | 1982 | 1990 | 1999 | 2006 | 2019 |
| Einwohner                  | 372  | 362  | 369  | 354  | 349  | 313  | 321  | 330  |
| Quellen: Cassini und INSEE |      |      |      |      |      |      |      |      |

## Sehenswürdigkeiten
- Kirche Saint-Louvent aus dem 15. Jahrhundert, Monument historique seit 1840
- Kapelle Saint-Louvent aus dem Jahre 1949
- Französischer Nationalfriedhof
- Deutscher Soldatenfriedhof

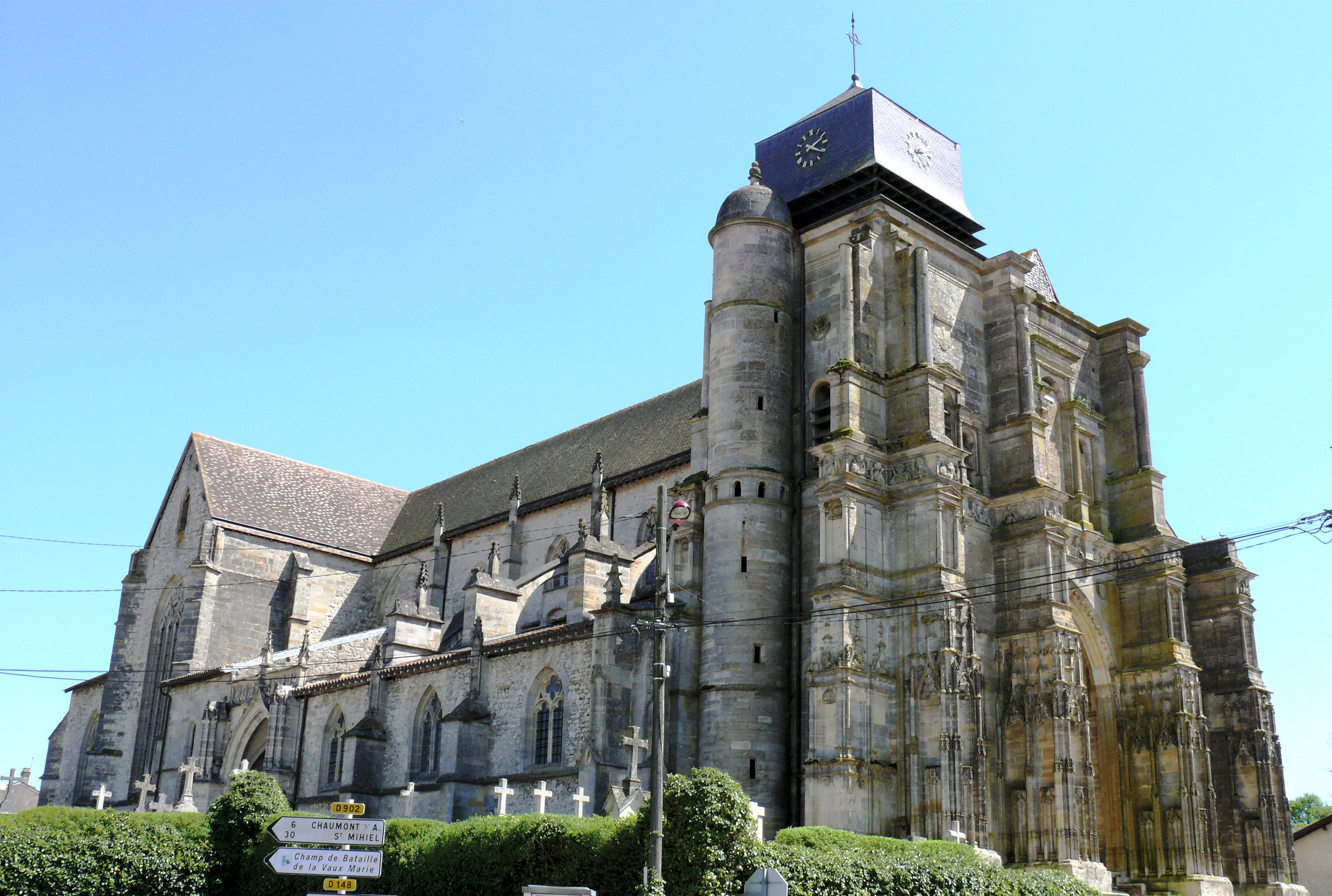
Kirche Saint-Louvent
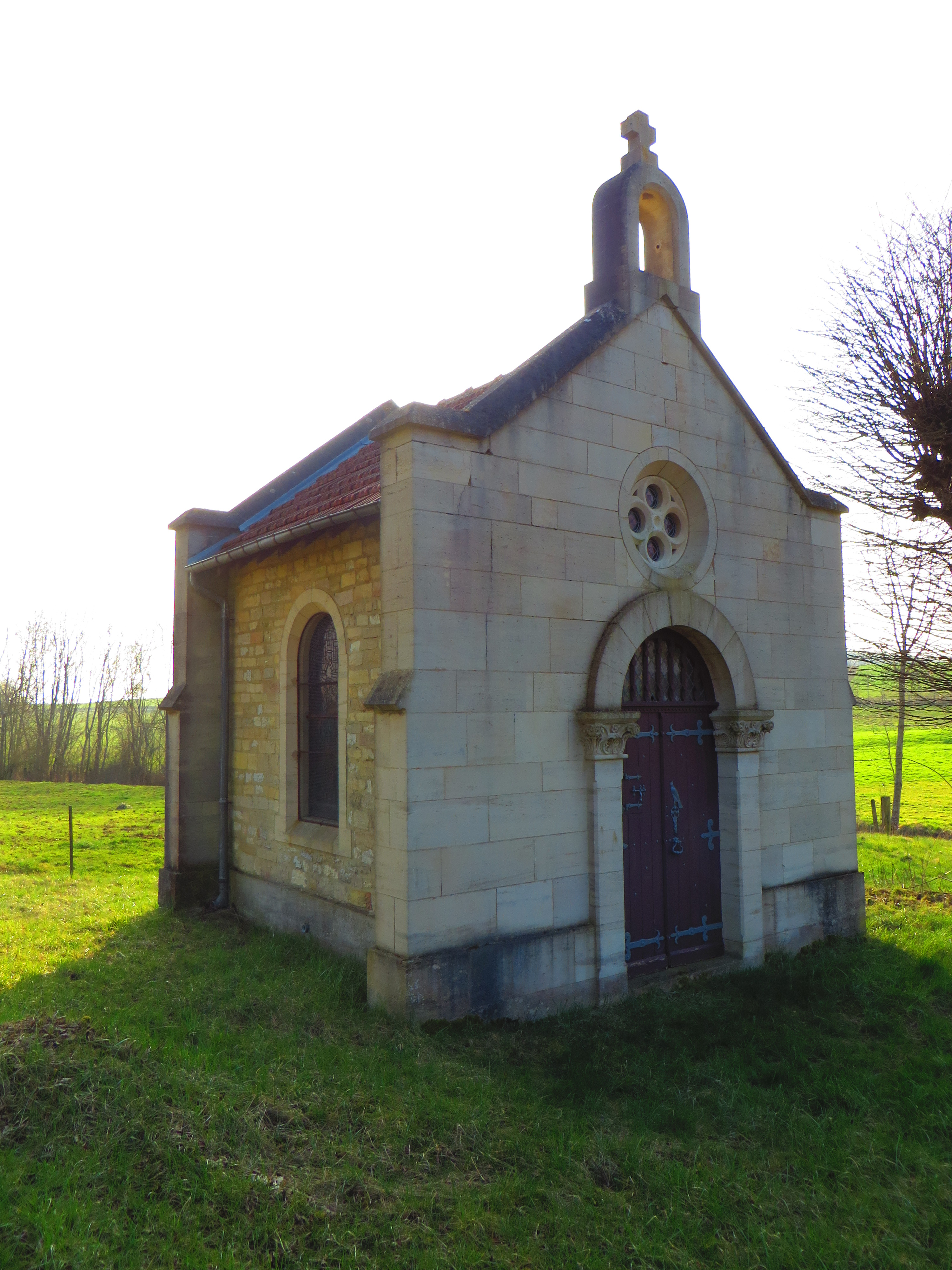
Kapelle Saint-Louvent